# Velký Valtinov
Velký Valtinov (en allemand : Groß Walten) est une commune du district de Česká Lípa, dans la région de Liberec, en République tchèque. Sa population s'élevait à 189 habitants en 2021.

## Géographie
Velký Valtinov se trouve à 4 km au sud-ouest de Jablonné v Podještědí, à 16 km au nord-est de Česká Lípa, à 23 km à l'ouest de Liberec et à 78 km au nord-nord-est de Prague.
La commune est limitée par Jablonné v Podještědí au nord et à l'est, par Brniště au sud et au sud-ouest, et par Cvikov et Kunratice u Cvikova à l'ouest.

## Histoire
La première mention écrite du village date des dernières années du XIVe siècle.

## Patrimoine
Patrimoine civil

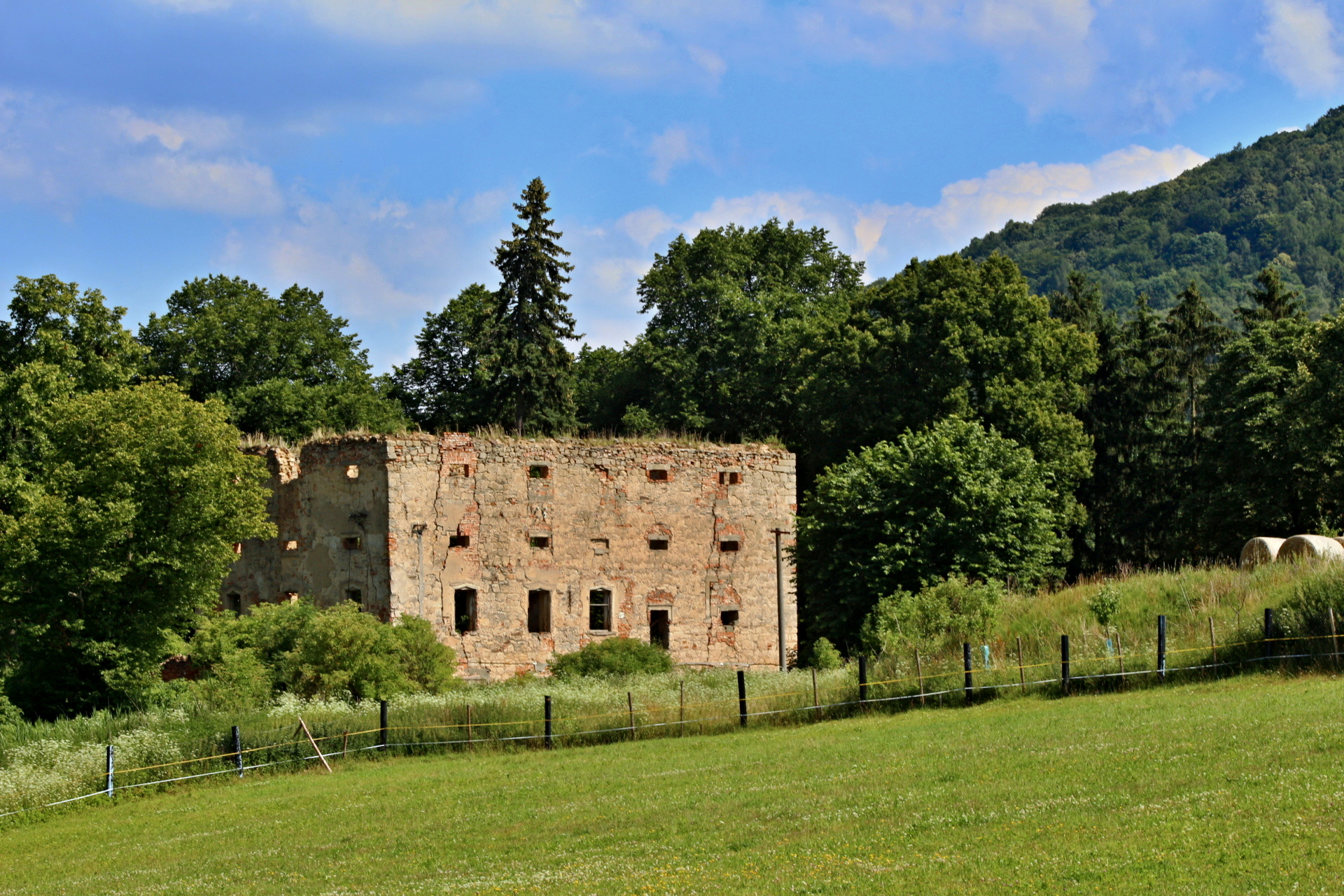
Château de Tlustec.
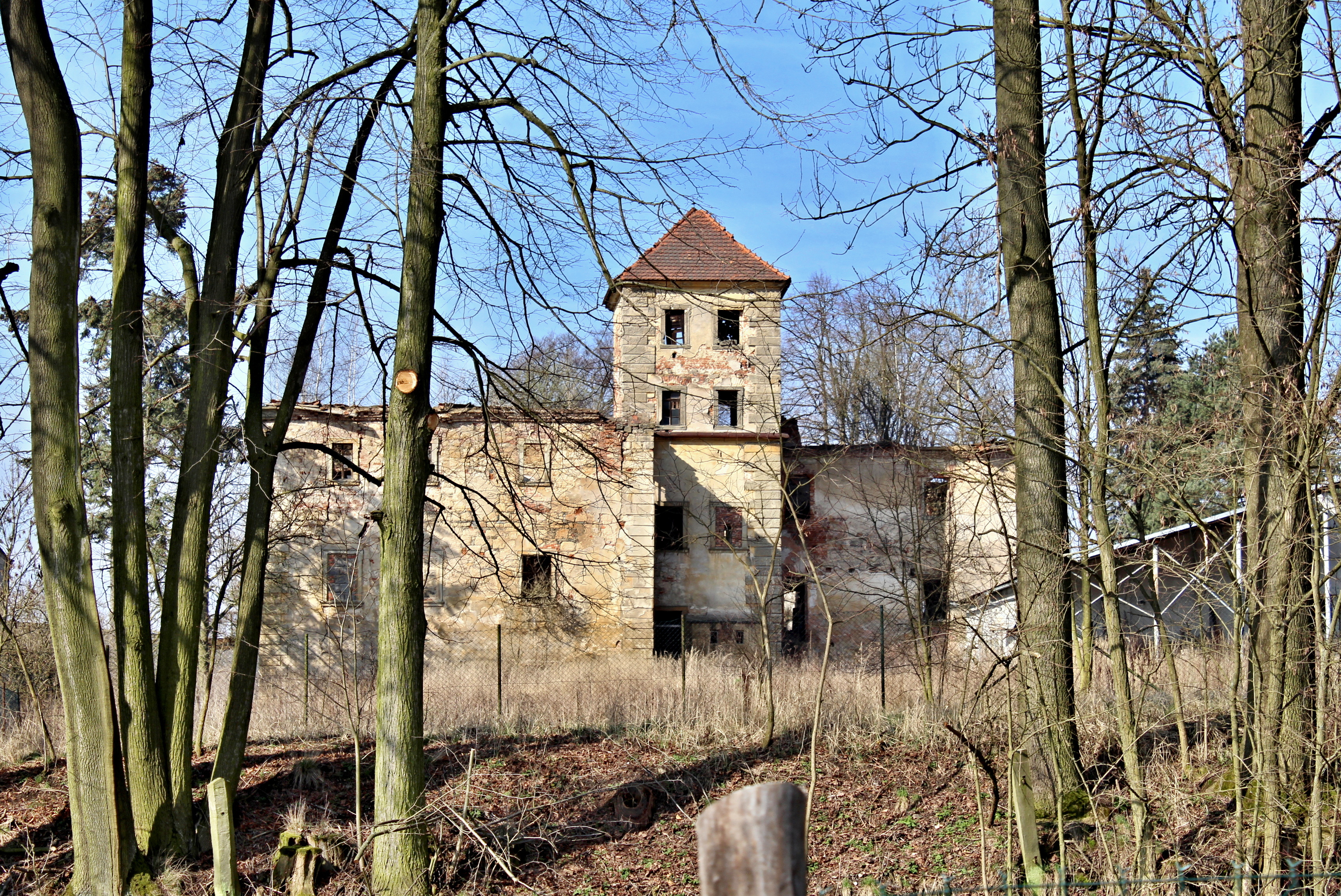
Château de Velký Valtinov.

Patrimoine religieux

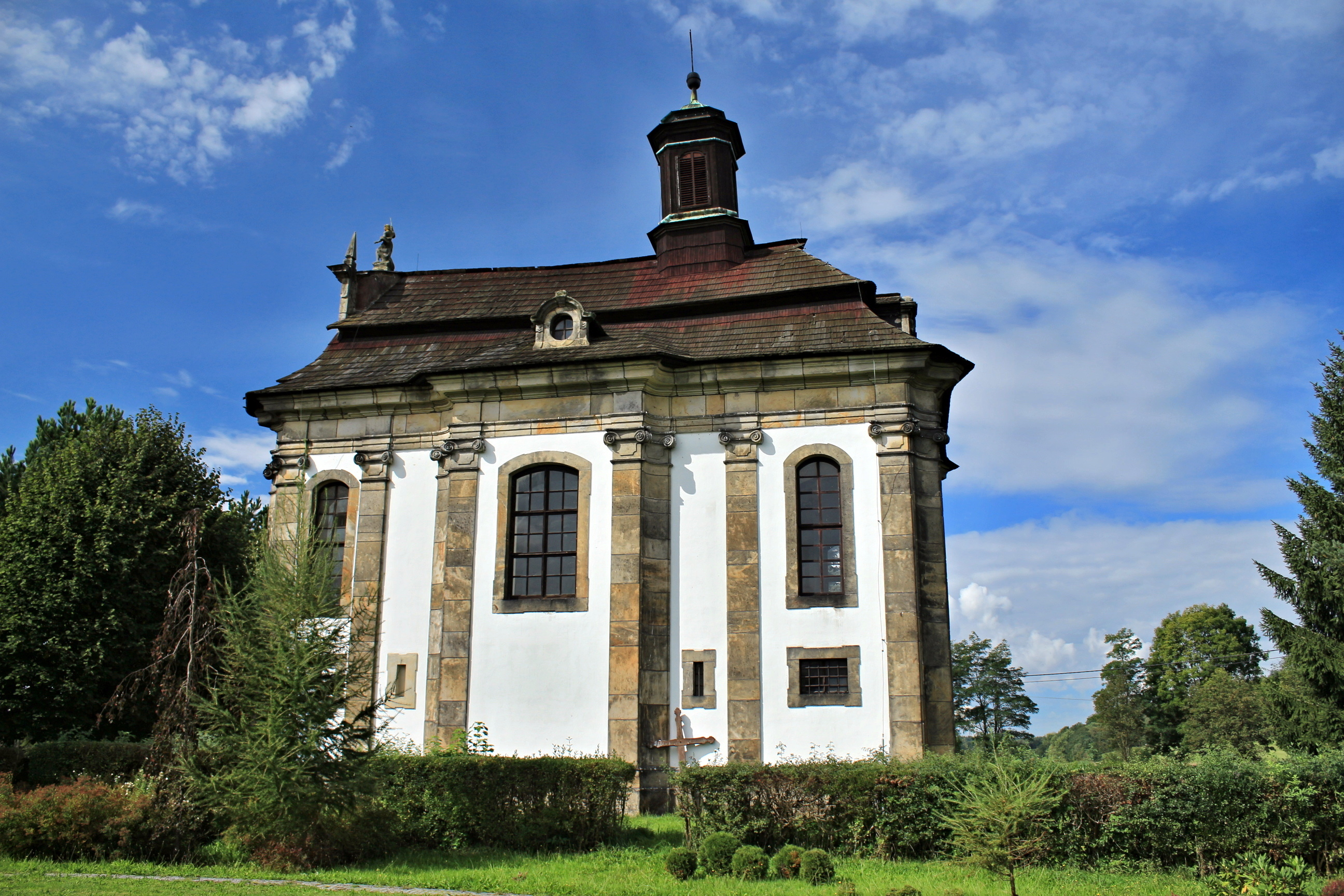
Église Saint-Jean Népomucène.
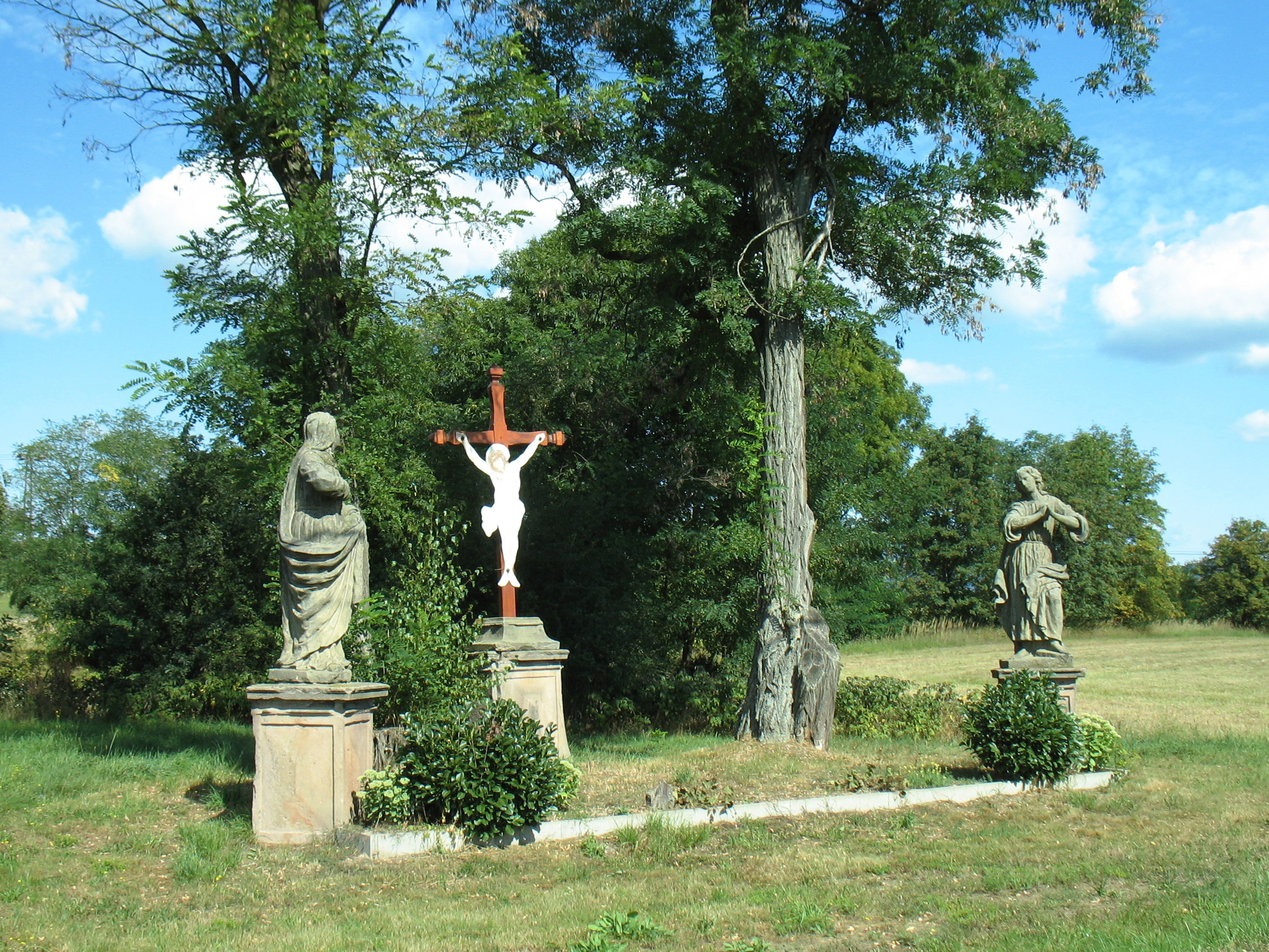
Calvaire.
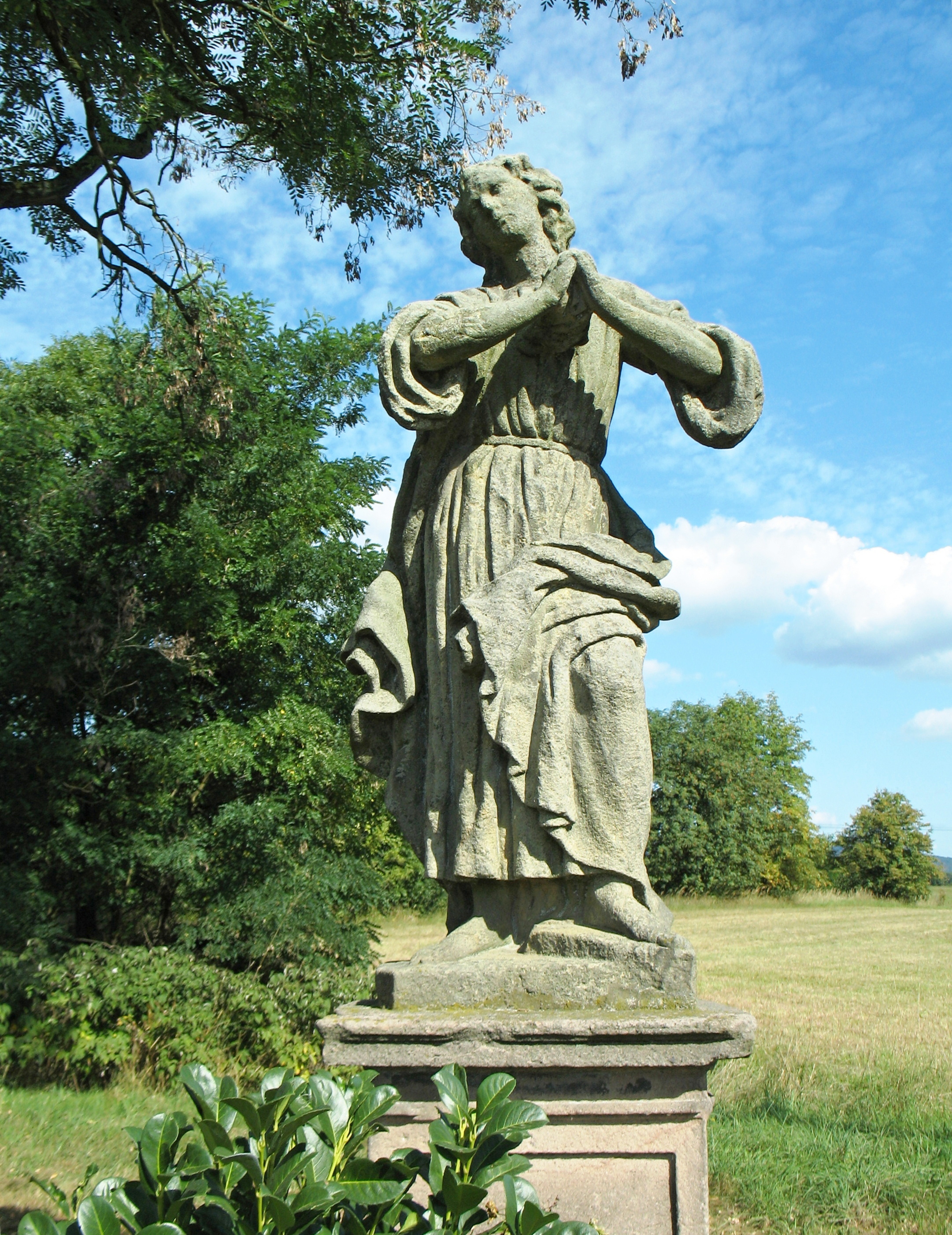
Statue du calvaire.

## Transports
Par la route, Velký Valtinov se trouve à 3 km de Jablonné v Podještědí, à 21 km de Česká Lípa, à 21 km de Zittau, à 29 km de Liberec et à 103 km de Prague.